# Cindy Williams

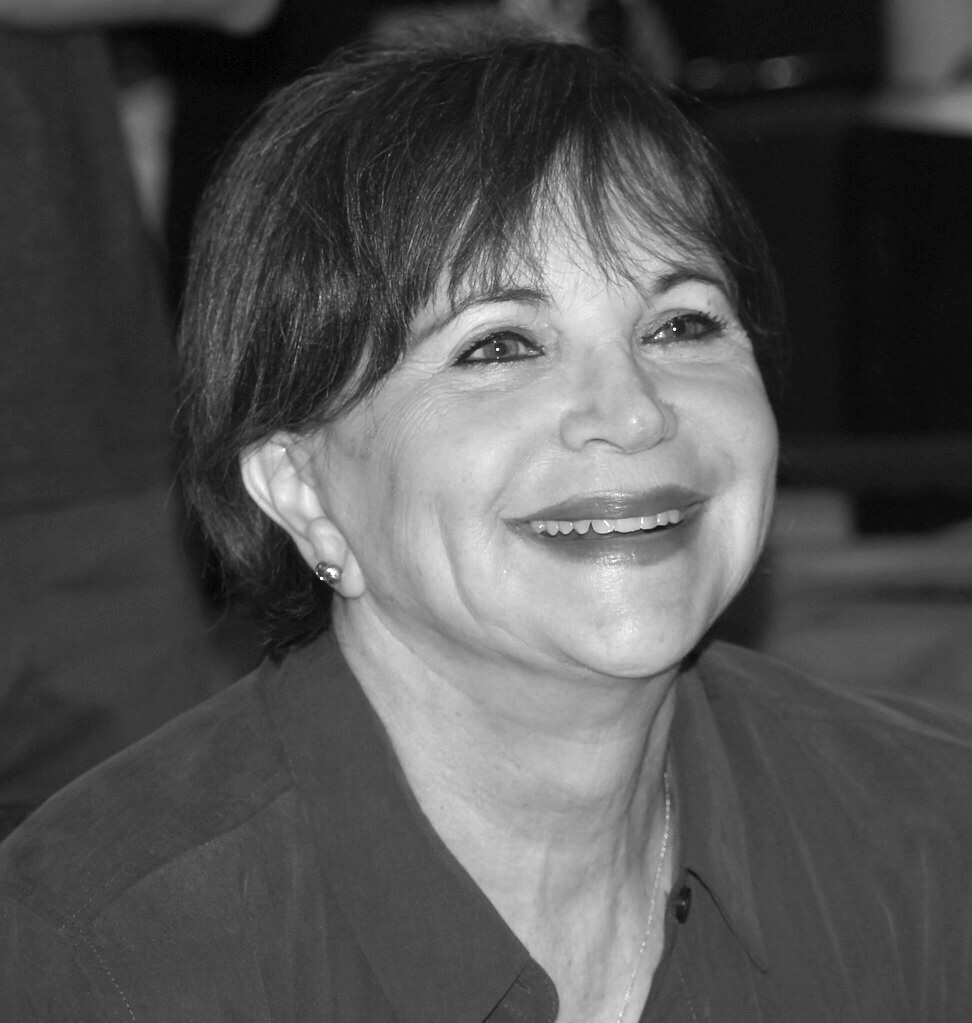
Cindy Williams (2017)

Cynthia „Cindy“ Jane Williams (* 22. August 1947 in Van Nuys, Los Angeles, Kalifornien; † 25. Januar 2023 ebenda) war eine US-amerikanische Schauspielerin in Film, Fernsehen und Theater.

## Leben
Williams, die Tochter einer Kellnerin und eines Mitarbeiters in einer Elektrofabrik, wuchs in der Nähe von Los Angeles sowie für einige Jahre in Texas auf. Nach ihrem Schulabschluss 1965 studierte sie Theater am Los Angeles City College und arbeitete nebenbei als Kellnerin im berühmten Rockclub Whisky a Go Go. Erste Rollen hatte sie in Werbespots und Fernsehserien.
Ab Anfang der 1970er-Jahre spielte sie Rollen in bekannteren Filmen, so jeweils im Jahr 1972 als Opfer der titelgebenden Kreatur in Der Blob neben Jack Nicholson und als Hippie-Mädchen in George Cukors Reisen mit meiner Tante an der Seite von Maggie Smith. Cineastisch blieb sie insbesondere durch größere Rollen in zwei Filmklassikern in Erinnerung: als Schülerin Laurie Henderson in George Lucas’ Jugendfilm American Graffiti (1973) und das angebliche Mordopfer Ann in Francis Ford Coppolas Thriller Der Dialog (1974). Sie sprach für Lucas’ nächstes Projekt vor, Krieg der Sterne, musste die Rolle der Prinzessin Leia jedoch Carrie Fisher überlassen. Ihre Rolle aus American Graffiti nahm sie nochmals 1979 in der Fortsetzung The Party is over… Die Fortsetzung von American Graffiti auf.
1975 arbeitete sie gemeinsam mit Penny Marshall für 30 Dollar die Woche als Schreibteam bei der Filmproduktionsfirma von Francis Ford Coppola, als Pennys Bruder – der Regisseur Garry Marshall – die beiden für einen Gastauftritt in der Serie Happy Days besetzte. An ihrer Seite spielte dabei Ron Howard, der bereits in American Graffiti ihren Freund verkörpert hatte. Der Gastauftritt von Williams und Marshall, die zwei sympathische Prostituierte spielten, war dabei so populär, dass entschieden wurde, dass die beiden eine eigene Fernsehserie bekommen. So verkörperte sie von 1976 bis 1982 die Titelrolle Shirley in der Sitcom Laverne & Shirley. Die Serie handelte über die ungleichen Mitbewohnerinnen Shirley und Laverne (gespielt von Marshall), die nunmehr als Flaschenverschließerinnen arbeiten, und war in den USA zeitweise eine der quotenstärksten Serien, lief jedoch im deutschsprachigen Raum nie im Fernsehen. Für die Rolle der Shirley wurde sie 1978 für den Golden Globe nominiert.
Anfang der 1980er-Jahre wurde Williams schwanger und deshalb aus der Serie Laverne & Shirley geschrieben, was für einen Streit mit dem Produzententeam und das Ende der Serie sorgte. Für die Erziehung ihrer Kinder zog sie sich vier Jahre aus dem Filmgeschäft zurück. Danach spielte sie in mehreren Familienfilmen wie Bingo – Kuck mal, wer da bellt! (1991) und hatte Hauptrollen in den Serien Normal Life (1990) und Getting By (1993–1994). In späteren Jahren war sie vor allem in kleineren Filmproduktionen, in Fernsehfilmen oder mit Gastauftritten in Fernsehserien zu sehen. Sie spielte auch häufiger in Theaterstücken und Musicals, so gab sie im Dezember 2007 ihr Broadway-Debüt in The Drowsy Chaperone.
In den 1990er-Jahren war sie als Ko-Produzentin an einer Reihe von Filmen beteiligt, darunter Vater der Braut mit Steve Martin.
Williams war von 1982 bis 2000 mit dem Schauspieler, Musiker und Produzenten Bill Hudson verheiratet und hatte mit ihm zusammen zwei Kinder. 2004 wurde sie mit einem Stern auf dem Hollywood Walk of Fame, Kategorie Fernsehen, geehrt. 2015 erschien ihre Autobiografie Shirley, I Jest!, die sie in Zusammenarbeit mit Dave Smitherman geschrieben hatte. Sie starb im Januar 2023 im Alter von 75 Jahren nach kurzer, schwerer Krankheit.

## Filmografie (Auswahl)
- 1970: G.A.S.S. Oder – Es war notwendig, die Welt zu vernichten, um sie zu retten (Gas! – Or – It Became Necessary to Destroy the World in Order to Save It.)
- 1971: Drive, He Said
- 1972: Der Blob (Beware! The Blob)
- 1972: Reisen mit meiner Tante (Travels with My Aunt)
- 1973: American Graffiti
- 1973: Mordlust (The Killing Kind)
- 1974: Hawaii Fünf-Null (Hawaii Five-0, Fernsehserie, eine Folge)
- 1974: Aufbruch ins Glück (The Migrants, Fernsehfilm)
- 1974: Cannon (Fernsehserie, eine Folge)
- 1974: Der Dialog (The Conversation)
- 1975: Was nützt dem toten Hund ein Beefsteak? (Mr. Ricco)
- 1975–1979: Happy Days (Fernsehserie, fünf Folgen)
- 1976: Petrocelli (Fernsehserie, eine Folge)
- 1976: The First Nudie Musical
- 1976–1983: Laverne & Shirley (Fernsehserie, 159 Folgen)
- 1977: Saturday Night Live (Fernsehserie, eine Folge)
- 1978: Suddenly, Love (Fernsehfilm)
- 1979: The Party is over… Die Fortsetzung von American Graffiti (More American Graffiti)
- 1981: Trottel im Weltall (The Creature Wasn’t Nice)
- 1985: Joanna (Fernsehfilm)
- 1985: Traum des Schreckens (When Dreams Come True, Fernsehfilm)
- 1985: UFOria
- 1986: Job Busters (Help Wanted: Kids; Fernsehfilm)
- 1988: Save the Dog! (Fernsehfilm)
- 1988: Die Tricks der Frauen (Tricks of the Trade, Fernsehfilm)
- 1989: Das bucklige Schlitzohr (Big Man on Campus)
- 1989: Rude Awakening
- 1990: Perry Mason und der vergiftete Cocktail (Perry Mason: The Case of the Poisoned Pen, Fernsehfilm)
- 1990: Normal Life (Fernsehserie, 13 Folgen)
- 1990: Steel Magnolias (Fernsehfilm)
- 1990: Mit dem Essen kam der Tod (Menu for Murder, Fernsehfilm)
- 1991: Du bist ja ein Engel! (Earth Angel, Fernsehfilm)
- 1991: Bingo – Kuck mal, wer da bellt! (Bingo)
- 1993–1994: Getting By (Fernsehserie, 31 Folgen)
- 1994: Superman – Die Abenteuer von Lois & Clark (Lois & Clark: The New Adventures of Superman, Fernsehserie, eine Folge)
- 1995: Vom Glück verraten (Escape from Terror: The Teresa Stamper Story, Fernsehfilm)
- 1996: Ein Hauch von Himmel (Touched By An Angel, Fernsehserie, eine Folge)
- 1996: Die Männer von Stepford (The Stepford Husbands, Fernsehfilm)
- 1997: Wally Sparks – König des schlechten Geschmacks (Meet Wally Sparks)
- 1999: Patty Duke – Lebendiger denn je (The Patty Duke Show: Still Rockin' in Brooklyn Heights, Fernsehfilm)
- 2002: Eine himmlische Familie (7th Heaven, Fernsehserie, eine Folge)
- 2002: Office Girl (Less than Perfect, Fernsehserie, eine Folge)
- 2002: The Biggest Fan
- 2003: Meine wilden Töchter (8 Simple Rules for Dating My Teenage Daughter, Fernsehserie, zwei Folgen)
- 2004: Law & Order: Special Victims Unit (Fernsehserie, eine Folge)
- 2004–2005: Girlfriends (Fernsehserie, zwei Folgen)
- 2012: Stealing Roses
- 2012: Strawberry Summer (Fernsehfilm)
- 2013: Sam & Cat (Fernsehserie, eine Folge)
- 2016: Odd Couple (Fernsehserie, eine Folge)
- 2018: Waiting in the Wings: Still Waiting
- 2020: Canaan Land

## Auszeichnungen und Nominierungen
Auszeichnungen:

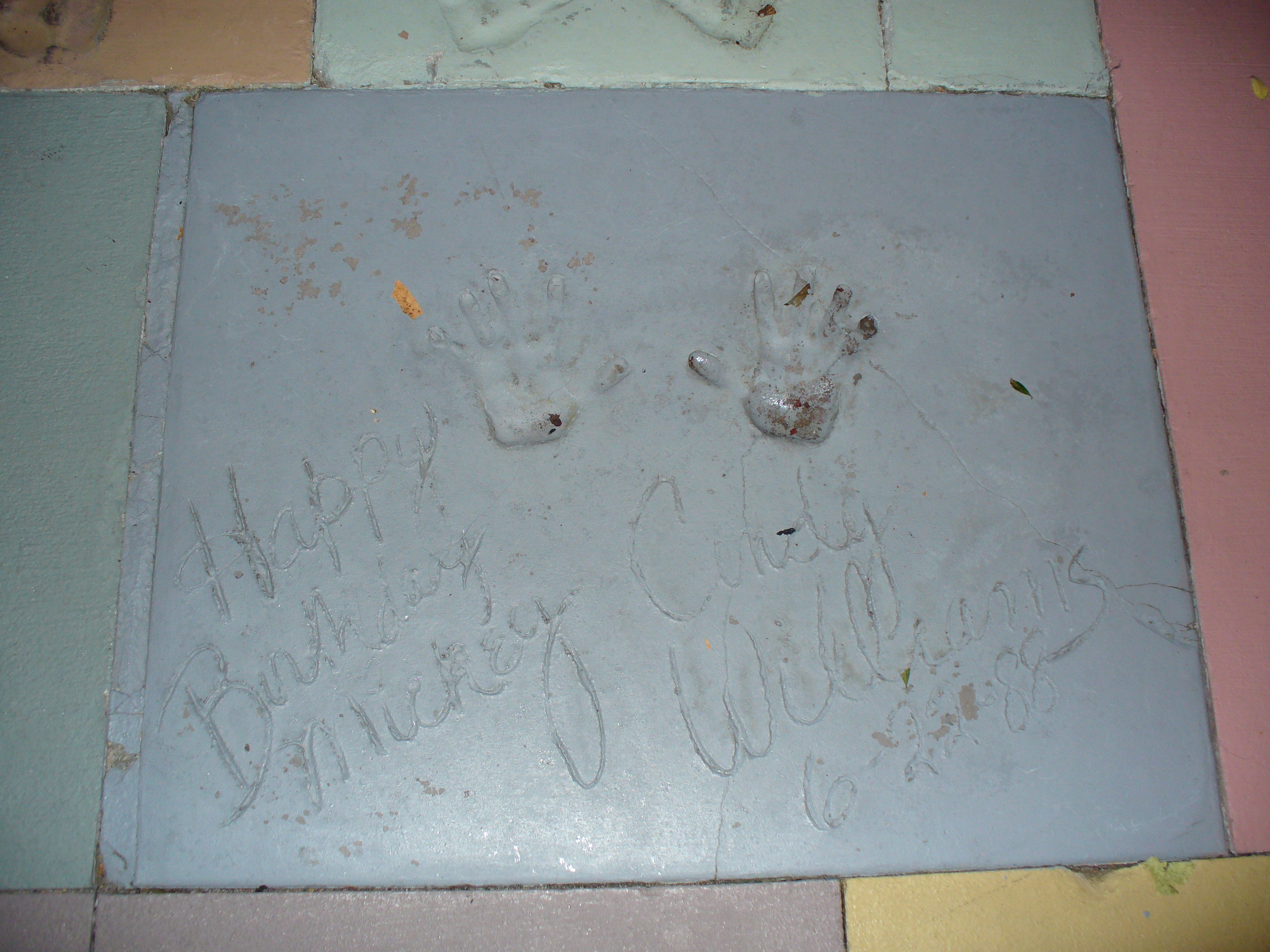
Handabdrücke in Zement, Walt Disney World

- 2003: TV Land Award in der Kategorie „Working Stiff of the Year“ für Laverne & Shirley (geteilt mit Penny Marshall)
- 2004: Star on the Walk of Fame in der Kategorie Fernsehen (geteilt mit Penny Marshall)

Nominierungen:
- 1975: BAFTA-Award-Nominierung als Beste Nebendarstellerin für American Graffiti
- 1978: Golden-Globe-Award-Nominierung als beste Serien-Hauptdarstellerin – Komödie oder Musical für Laverne & Shirley